# Урал (Аургазинский район)
Урал (баш. Урал) — упразднённый посёлок Толбазинского сельсовета Аургазинского района Башкирии. Вошёл в 1973 году в состав села Толбазы, административного центра района. Проживали татары. 

## География
Находился возле юго-западной окраины села Толбазы.

## История
Основан в 1929 г. выходцами из села Толбазы. Упразднён в 1973 г.

## Население
По переписи 1959 года проживали 49 человек, из них 20 мужчин, 29 женщин (Населенные пункты Башкортостана : В 4 т. Т. I / Территориальный орган Федеральной службы государственной статистики по Республике Башкортостан. — Уфа : Китап, 2018. — 300 с. : ил. С.81). По переписи 1970 года проживали 91 человек, из них 28 мужчин, 63 женщины (Населенные пункты Башкортостана : В 4 т. Т. I / Территориальный орган Федеральной службы государственной статистики по Республике Башкортостан. — Уфа : Китап, 2018. — 300 с. : ил. С.304).

## Инфраструктура
Личное подсобное хозяйство.

## Транспорт
Посёлок был доступен автотранспортом.